# Arvid Öström
Arvid Öström, född 12 oktober 1889 i Nor, Värmland, död 8 juni 1955 i Stockholm, var en svensk möbelarkitekt och målare.
Vid sidan av sin verksamhet som arkitekt ägnade sig Öström med skapande av bildkonst. Han medverkade i en utställning på Holmquist konstsalong i Stockholm 1946 och i Sveriges allmänna konstförenings vårsalong på Liljevalchs 1948. Öström är begravd på Katarina kyrkogård i Stockholm. Han var gift med Carin Eugenia Danielsson.